# Dmitri Jramtsov
Dmitri Jramtsov –en ruso, Дмитрий Храмцов– (5 de abril de 1999) es un deportista ruso que compite en piragüismo en la modalidad de eslalon.
Ganó una medalla de bronce en el Campeonato Mundial de Piragüismo en Eslalon de 2019 y una medalla de bronce en el Campeonato Europeo de Piragüismo en Eslalon de 2019, ambas en la prueba de C1 por equipos.

## Palmarés internacional
| Campeonato Mundial | Campeonato Mundial    | Campeonato Mundial | Campeonato Mundial |
| Año                | Lugar                 | Medalla            | Competición        |
| ------------------ | --------------------- | ------------------ | ------------------ |
| 2019               | Seo de Urgel (España) | Medalla de bronce  | C1 por equipos     |
| Campeonato Europeo |                       |                    |                    |
| Año                | Lugar                 | Medalla            | Competición        |
| 2019               | Pau (Francia)         | Medalla de bronce  | C1 por equipos     |